# 宇田幸矢
宇田 幸矢（うだ ゆきや、2001年8月6日 - ）は、東京都調布市出身の卓球選手。協和キリン所属。TリーグはT.T彩たま所属。木下マイスター東京および琉球アスティーダに所属歴あり。ドイツ・ブンデスリーガ1部のケーニヒスホーフェン所属歴あり。タマス（バタフライ）とアドバイザリー契約している。国際卓球連盟のITTF世界ランキング最高は19位（2023年4月〜6月）。

## 経歴
- 東京都北区立稲付中学校、大原学園高等学校在学中にJOCエリートアカデミーに所属。
- 2019-20シーズンよりTリーグに参戦し木下マイスター東京に所属し、2020-21シーズンは琉球アスティーダに移籍。
- 2020年1月、全日本卓球選手権大会一般の部で、決勝で張本智和を破って優勝[1]。
- また、同年4月からは明治大学に進学した。
- 2021年6月5日、日本卓球協会の理事会が行われ東京五輪のリザーブに選出された[2]。
- 2022年4月2日、ドイツ・ブンデスリーガに参戦すべく、同1部のケーニヒスホーフェンと契約したことが発表された[3]。

## 選手としての特徴
- 元々は右利きであるが、卓球では左利きのドライブ主戦型。
- コーチは父の宇田直充で、会員制卓球クラブ「うだ卓」を運営している[4]。

## 主な戦績
2009年
- 全日本卓球選手権大会バンビの部 男子シングルス 優勝

2011年
- 全日本卓球選手権大会カブの部 男子シングルス 優勝

2013年
- 全日本卓球選手権大会カデットの部 13歳以下男子シングルス 優勝

2015年
- 全日本卓球選手権大会カデットの部 14歳以下男子シングルス 優勝
- 全国中学校大会 優勝

2016年
- ITTFジュニアサーキットプレミアム・チェコジュニア＆カデットオープン U18男子シングルス 優勝

2017年
- 東京卓球選手権大会 男子シングルス 優勝

2018年
- 平成29年度全日本卓球選手権大会 ジュニア男子シングルス 準優勝
- 世界ジュニア卓球選手権 男子シングルス 準優勝

2019年
- 平成30年度全日本卓球選手権大会 ジュニア男子シングルス 準優勝
- 世界ジュニア卓球選手権 混合ダブルス 優勝（木原美悠ペア）
- ITTFチャレンジ・クロアチアオープン 男子ダブルス 優勝（戸上隼輔ペア）、U21男子シングルス 優勝

2020年
- 全日本卓球選手権大会 男子シングルス 優勝[1]

2021年
- 第25回アジア卓球選手権 男子ダブルス 優勝（戸上隼輔ペア）

2022年
- 全日本卓球選手権大会 男子ダブルス 優勝（戸上隼輔ペア）
- WTTフィーダーフリーモント大会 ダブルス 優勝（戸上隼輔ペア）
- WTTフィーダーウェストチェスター大会 ダブルス 優勝（戸上隼輔ペア）

2022年
- WTTスターコンテンダーゴア 男子ダブルス 準優勝
- WTTコンテンダーアンマン 男子ダブルス 準優勝

2024年
- WTTコンテンダーチュニス 男子シングルス 準優勝

### 世界ランキング
|        | 1月 | 2月 | 3月 | 4月 | 5月 | 6月 | 7月 | 8月 | 9月 | 10月 | 11月 | 12月 |
| ------ | --- | --- | --- | --- | --- | --- | --- | --- | --- | ---- | ---- | ---- |
| 2013年 |     |     |     |     |     |     |     |     | 911 | 894  | 896  | 900  |
| 2014年 | 920 | 939 | 803 | 554 |     | 591 | 588 | 589 | 588 | 529  | 483  | 510  |
| 2015年 | 466 |     | 409 | 413 | 370 | 387 | 381 | 389 | 411 | 392  | 385  | 309  |
| 2016年 | 293 | 298 | 262 | 245 | 253 | 204 | 194 | 209 | 217 | 218  | 205  | 245  |
| 2017年 | 243 | 234 | 231 | 215 | 229 | 230 | 252 | 248 | 224 | 233  | 223  | 209  |
| 2018年 | 209 | 206 | 210 | 176 | 151 | 110 | 108 | 89  | 109 | 108  | 90   | 94   |
| 2019年 | 92  | 91  | 88  | 94  | 75  | 105 | 99  | 102 | 84  | 74   | 69   | 53   |
| 2020年 | 54  | 50  | 40  |     |     |     |     |     |     |      |      |      |
| 2021年 |     |     |     |     |     |     |     |     |     |      |      |      |
| 2022年 |     |     |     |     |     |     |     |     |     |      |      |      |
| 2023年 |     | 22  | 20  | 20  | 19  | 19  | 38  | 41  | 45  | 47   | 76   | 76   |
| 2024年 | 76  |     |     |     |     |     |     |     |     |      |      |      |

### Tリーグの成績
| シーズン | 所属チーム         | 背番号 | シングルス | シングルス | シングルス | ダブルス | ダブルス | ダブルス |
| シーズン | 所属チーム         | 背番号 | 出場数     | 勝利数     | 敗戦数     | 出場数   | 勝利数   | 敗戦数   |
| -------- | ------------------ | ------ | ---------- | ---------- | ---------- | -------- | -------- | -------- |
| 2019-20  | 木下マイスター東京 | #8     | 4          | 3          | 1          | 9        | 6        | 3        |
| 2020-21  | 琉球アスティーダ   | #8     | 15         | 8          | 7          | 10       | 5        | 5        |
| 2021-22  | 琉球アスティーダ   | #8     | 11         | 6          | 5          | 8        | 6        | 2        |
| 2023-24  | T.T彩たま          | #8     | 11         | 2          | 9          | 0        | 0        | 0        |
| 2024-25  | T.T彩たま          | #8     |            |            |            |          |          |          |

## テレビ番組
- 卓球ジャパン！ 2週連続SP！日本代表のホープがダブル出演！（2022年1月22日、BSテレ東）[5]
- 卓球ジャパン！ 2週連続SP！日本代表のホープがダブル出演！（2022年1月29日、BSテレ東）[6]

## スポンサー
- BOBSON
- NTT東日本
- うだ卓